# 姫野和樹
姫野 和樹（ひめの かずき、1994年〈平成6年〉7月27日 - ）は、愛知県名古屋市中村区出身の日本のラグビー選手。ジャパンラグビーリーグワンのトヨタヴェルブリッツに所属でチームの共同主将。ポジションはフォワードの FL(フランカー)、 No.8（ナンバーエイト）。身長は187cm、体重は112kg。

## 略歴
- 名古屋市立御田中学校を卒業後、春日丘高等学校へ進学[1]。高校時代は授業料減免の特待生。高校1年次、2年次ともに全国大会に出場。
- 春日丘高等学校時代のポジションはLO（ロック）だった[2]。
- 春日丘高等学校よりジュニア・ジャパンIRBパシフィックラグビーカップ2013にフォワードとして選抜された。また、U20セブンズ日本代表。
- 2013年、帝京大学に入学。同級生には、後に日本代表でチームメイトとなる松田力也がいた。2015年、第52回日本選手権で帝京大学がNECを破った試合に途中出場した[3]。
- 2017年、帝京大学卒業後、トヨタ自動車ヴェルブリッツに加入[4]。同年5月半ば、キャプテン就任を打診され、これを受諾[5]。8月18日に行われたジャパンラグビートップリーグ第1節のヤマハ発動機ジュビロ戦に先発出場で公式戦初出場を果たす[6]。
- 2017年11月4日に行われたリポビタンDチャレンジカップ2017オーストラリア代表戦にて先発出場で日本代表初キャップを獲得した[7]。
- 2017年12月にはサンウルブズの2018年スコッドに選ばれた[8]。
- 2019年8月、ラグビーワールドカップ2019の日本代表に選出された[9]。日本代表初のベスト8入りに貢献。
- 2020年8月30日に配信されたオンライン大会『eリポビタンDチャレンジカップ2020』で流大と対戦して敗北[10]。
- 2021年シーズンからハイランダーズに加入[11]。なお同シーズンはルーキー・オブ・ザ・イヤーに選ばれた[12]。
- 2023年7月15日のAll Blacks XV戦（非キャップ対象）で、初めて日本代表チームの主将を務めた[13]。以後、パシフィックネイションズ3戦（キャップ対象）でも主将となる[14]。同年8月15日、2大会連続でラグビーワールドカップ2023フランス大会の日本代表登録メンバーへ選出され引き続き同大会でも主将を務める事が発表された[15][16]。

## 人物
家族は日本人の父とフィリピン人の母、姉と妹との5人だった。幼少期は自ら経済的に苦しい家庭だったと語っており、学生時代は選抜チームに選ばれながらも遠征費用を捻出出来ず、辞退した経験もある。
いくつものスポーツを体験してはみたが、中学入学時点で身長170センチだったこともありラグビー部に勧誘される。中学3年で身長は187センチに伸びた。その体格の良さは空手有段者の教師を腕相撲で骨折させてしまうほどであり、練習では本気禁止令が出されていた。
帝京大学1～2年の頃は怒られるとイジけ、拗ねてやる気をなくすなど、後年自分が「全くダメ」と振り返る人物であった。ところが、ある時試合に出られなくても愚痴を言わずにやるべきことをやっている先輩を見て自分を恥じ、人として格好良くなろうと心掛けるようになった。
トヨタ自動車入社から1ヶ月程度でトヨタ自動車ヴェルブリッツのキャプテン就任を指揮官のジェイク・ホワイトから打診されたことに関しては「自分が成長できるビッグチャンス」と捉え、常識的には入社間もない部員にとって重大過ぎると言える責任を意に介さなかった。最初はチームメイトにキャプテンとして相手にされず一人部屋で泣く毎日であったが、やがて毎日22:00まで近所のカフェでチームをよくするためのアイデアを出し続け、「自分の見解がチームの公式見解になる」という意識から読書によって見識を身に付けることもした。
2018年-2019年シーズンでブレイクした選手だが、あくまで自分は帝京大学時代で基礎を身に付けてきたのだと主張し、「超新星」というレッテルは否定している。
大のゲーム好き。FPSのコール オブ デューティシリーズの愛好家。大学時代はサッカーゲームのウイニングイレブンにはまり、ベルギー代表のエデン・アザールの大ファンだったため、クラブチームならチェルシー、国代表ならベルギーを必ず選択していた。
姫野と同じ帝京大学出身である流大とは、2年違う先輩後輩ではあるがお互いに敬語を使わず会話をしているほど仲が良い。2020年8月30日に配信されたeリポビタンDチャレンジカップ2020で、ゲーム好きの姫野が流と対戦したが、流が勝利した。また流が2023年のワールドカップをもって代表を引退する際には、「めちゃめちゃさみしいですね。彼がいたから頑張れた部分はあるので、先輩として一番尊敬している選手です」と、流に敬意を表した。
憧れの選手は、元オーストラリア代表のマイケル・フーパー。

## 受賞歴

### トップリーグ
- 2017-18トップリーグ新人賞 ベストフィフティーン

### JAPAN RUGBY LEAGUE ONE
- 2022-23リーグワンベスト15(FL)

### スーパーラグビーアオテアロア
- 2021シーズン:ルーキー・オブ・ザ・イヤー

## テレビ
- くりぃむしちゅーの掘れば掘るほどスゴイ人（2018年5月25日、日本テレビ）
- 行列のできる法律相談所（2018年6月3日、日本テレビ）
- Going!Sports&News（2019年11月3日、日本テレビ）
- 情熱大陸（2022年5月8日、TBS）